# Klášter Studenica
Klášter Studenica (srbsky Manastir Studenica, Манастир Студеница) patří mezi slavné a starobylé srbské kláštery. Jsou od něho odvozovány počátky samostatného Srbska, osamostatnění Srbské pravoslavné církve i počátky srbštiny. Je považován za hlavní srbský klášter a za historické kulturní a vzdělanostní centrum středověkého Srbska. Klášter se třemi kostely obsahujícími hlavně fresky a kostelní malby ze 12. až 14. století byl roku 1986 zařazen organizaci UNESCO do seznamu Světového dědictví.

## Popis
Opevněný, kruhový klášter o průměru cca 115 m je zasvěcený Nanebevzetí Nejsvětější Panny Marie. Leží v srbských horách v jihozápadním koutu Šumadije asi 40 km jihozápadně od města Kraljevo. Založil ho v roce 1183 Štěpán Nemanja (cca 1113–1199), zakladatel srbského středověkého státu. Po jeho abdikaci pokračoval ve zvelebování kláštera jeho syn Štěpán I. Prvověnčaný (1165–1228) i další potomci. Uvnitř ohrazeného prostoru kláštera se nacházejí tři kostely: kostel Panny Marie, kostel svatého Jáchyma a Anny (též Králův kostel) a menší kostel svatého Mikuláše.
Obytné prostory pro mnichy a hospodářské budovy byly stavěny podél obvodové kruhové zdi, v současnosti je v nich muzeum. Dochovala se i historická zvonice ze 13. století. Součásti kláštera byly i modlitebny pro poustevníky v okolních horách. Klášter je i místem posledního odpočinku tehdejší královské dynastie.

### Kostel Panny Marie
Je největší a nejvýznamnější stavbou, je to klenutá jednolodní bazilika se třemi apsidami a narthexem. Byl postaven mezi léty 1183 až 1196 z bílého a šedého mramoru s obloučkovým vlysem, jeho konzoly jsou zdobeny reliéfy v podobě masek lidí a zvířat. Západní a jižní portály, stejně jako trojité okno v oltářním prostoru, jsou zdobeny ornamentální plastikou. Pozdější král Štěpán Uroš I. (1192–1234), vnuk zakladatele, k chrámu v roce 1245 přistavěl exonarthex.
Architektura je kombinaci západního románského a východního byzantského slohu, podle místa vzniku se nazývá rašský sloh. Celkově chrám působí radostně a je mu cizí přísnost a strohost románského stylu, různobarevné obložení stěn a plastický dekor mu dávají malebný a slavnostní ráz.
Původní fresky, vytvořené řeckými umělci v létech 1208 a 1209, znázorňují světské osoby i církevní výjevy a jsou v některých částech kostela poměrně dobře zachované. Je velmi ceněna monumentální a umělecky dokonalá freska Ukřižování stejně jako ústřední motiv Panny Marie s anděly nad oltářem. V dobrém stavu jsou i pozdější fresky ve vnějším narthexu a bočních kaplích které pocházejí ze 40. let 13. století.

### Kostel svatého Jáchyma a Anny
Tento kostel, často nazývaný Králův kostel po svém zakladateli jenž byl král Štěpán Uroš II. Milutin (1255–1321), pravnuk zakladatele, byl postaven v roce 1314. Je menší, má tvar stlačeného kříže s osmibokou báni, je z kamene a tufu a má bílou fasádu.
Architektonicky je velmi významný, má byzantskou podobu, hlavní jeho hodnotu představuje malířská výzdoba dochovaná téměř v dokonalém stavu a fresky pokrývající celý vnitřní prostor od podlahy ke stropu. Malba pochází z počátku 14. století a nese znaky byzantské kultury.

### Kostel svatého Mikuláše
Je malá, jednoduchá jednolodní stavba bez kupole s půlkruhovou apsidou na východě. Postaven je z kamene. Neexistuje důkaz o době jeho stavby. Někteří tvrdí, že to byla prvá stavba sloužící k liturgií při založení kláštera, jiní jeho dobu vzniku posouvají do pozdější doby. Zachovala se v něm jen poměrně nevelká fragmentovaná fresková výzdoba asi z doby 12. a 13. století. V dobrém stavu je však nefigurální malířská výzdoba stěn tvořená propojenými kruhy, meandry, růžicemi a dalšími ornamenty.

### Kostel svatého Jana Křtitele
Mezi kostelem sv. Jáchyma a Anny a kostelem sv. Mikuláše se nacházejí ještě odkryté základy kostela svatého Jana Křtitele, které se dále zkoumají.

## Novověk
Po podrobení Srbska osmanskými Turky v roce 1459 byl klášter několikrát napaden a vykraden. Roku 1569 byly fresky zabíleny. Na počátku 17. století byl klášter poškozen zemětřesením a brzy nato vyhořel. Za páté rakousko-turecké války (1683–1699) byl klášter znovu vykraden a vypálen.
V roce 1846 byla neodborně provedena restaurace fresek která původní poškodila. Až roku 1951 byly započaty rozsáhlé restaurátorské práce, které původní výzdobu v rámci možnosti obnovily.

## Historické artefakty
Po tolika nájezdech na klášter byly téměř všechny historicky cenné věci, dříve bohaté Studenice, zcizeny nebo zničeny. Téměř za zázrak je považován zlatý filigránský prsten krále Štěpána I., zhotovený byzantskými umělci v 11. až 12. století, který byl náhodně nalezen roku 1995.

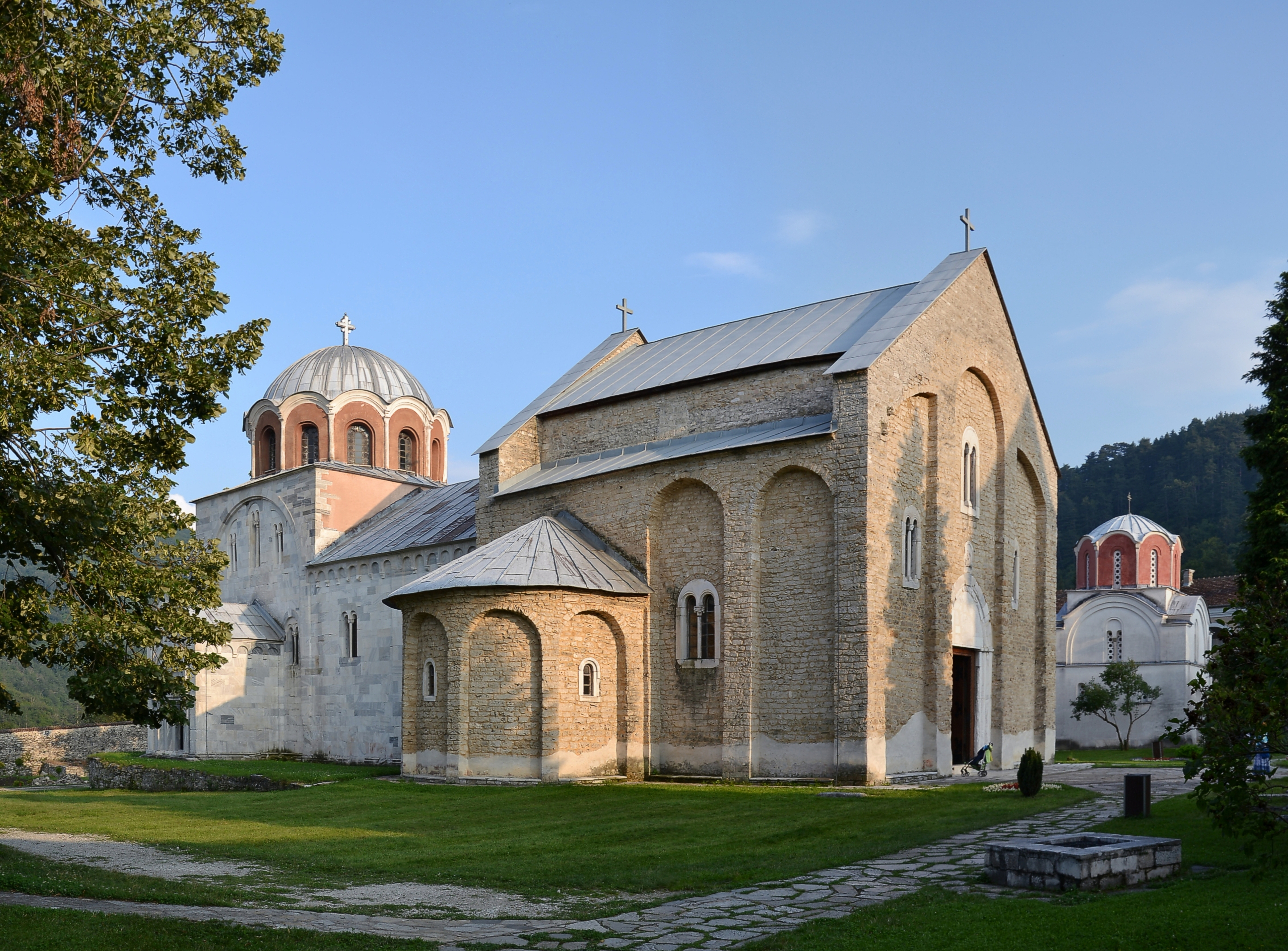
Kostel Panny Marie
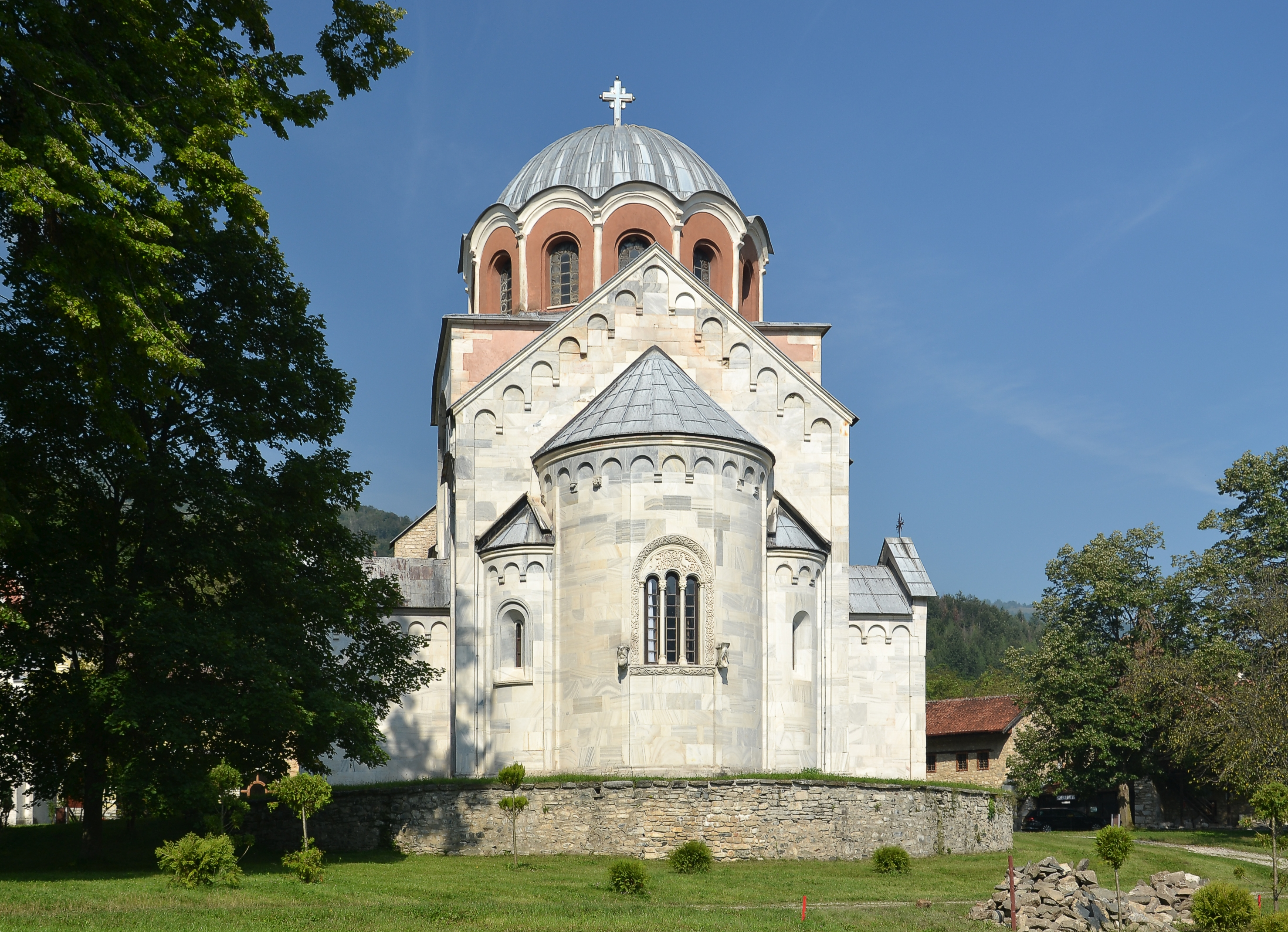
Kostel svatého Jáchyma a Anny
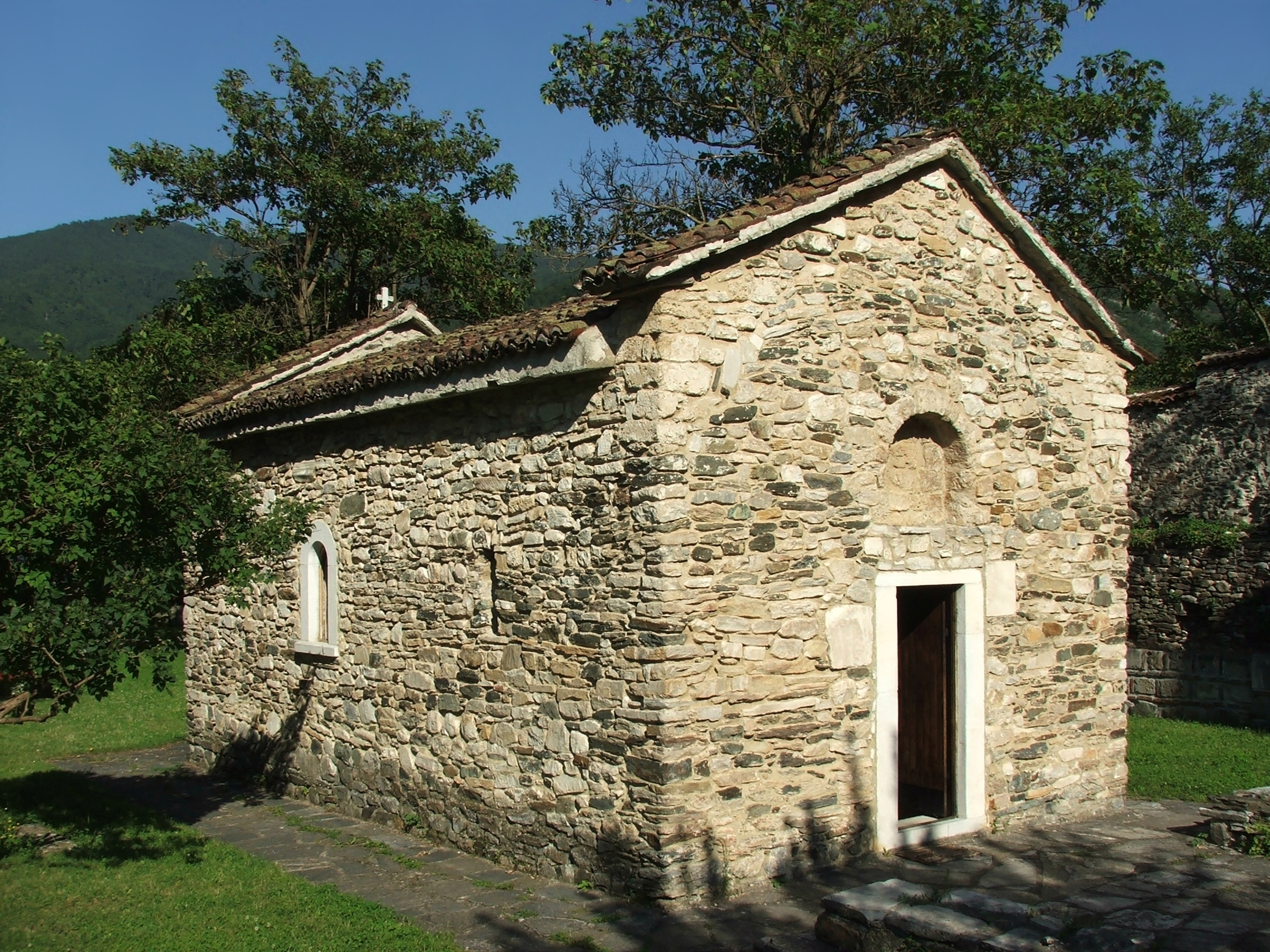
Kostel svatého Mikuláše
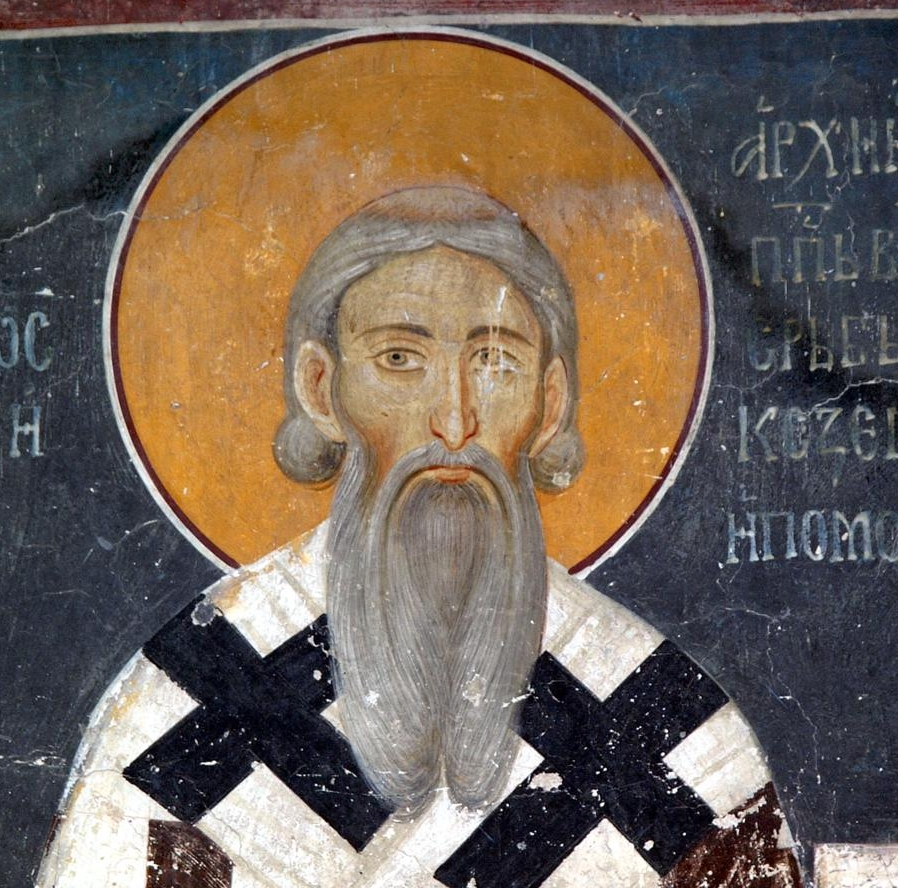
Stefan Nemanjić
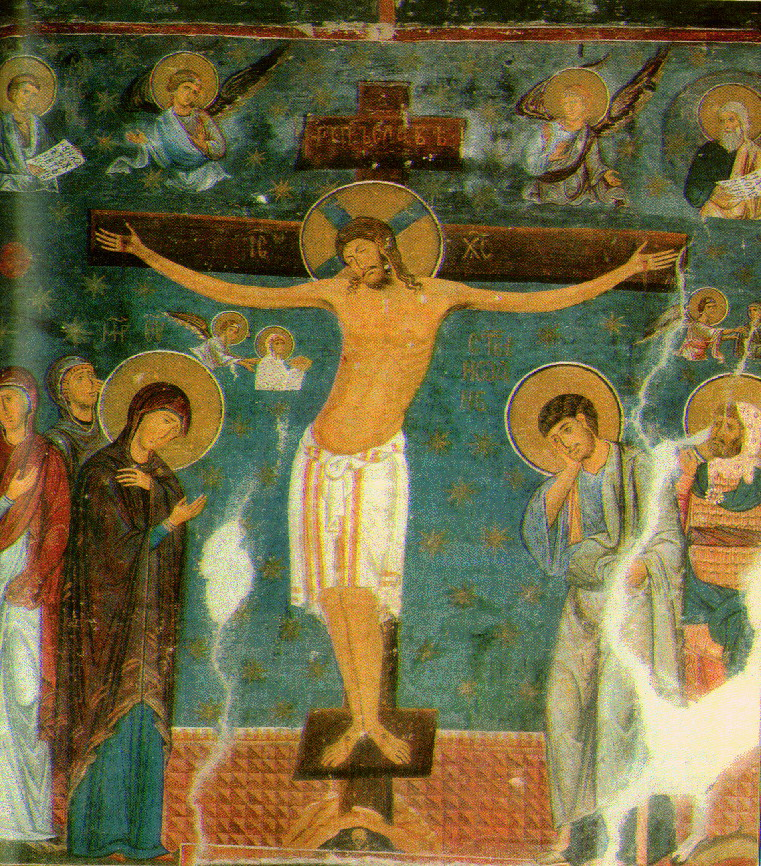
Freska Ukřižování